# Installationskunst
Installationskunst er en betegnelse for en kunstform, der tager sit udtryk som en installation/indretning, der som oftest forholder sig til rummet omkring sig.
Genstandene, der indgår i installationen, er ikke nødvendigvis i sig selv kunstværker. Kunsten opstår derimod i samspillet mellem genstandene og disses samlede udtryk og kommunikation med beskueren.
Beskuerens rolle kan i installationskunsten være mere aktivt betonet end mere traditionelle kunstformer, da installationskunstens forholder sig til rum/krop. Værket opleves mere kropsligt, hvor beskuerens sanser aktiveres eller deaktiveres, f.eks. ved at beskueren ledes ind i et bælgmørkt rum, hvor lugte-, høre- og følgesanserne forstærkes, mens synssansen elimineres.
Grænsen mellem skulptur og installation kan være flydende, hvor en 'installation' ikke består af readymades. Her må kunstnerens egen betegnelse af værket være retningsgivende for typen af kunstværk.
Et eksempel på en svensk kunstner, bor i Danmark, som er verdenskendt for sin installationskunst er Ingvar Cronhammar. Et andet eksempel er den  polskfødt amerikansk avantgardistisk kunstner Jacek Tylicki.